# Охотниця
Охотниця (пол. Ochotnica (rzeka)) — гірська річка в Польщі, у Новоторзькому повіті Малопольського воєводства на Лемківщині. Ліва притока Дунайця, (басейн Балтійського моря).

## Опис
Довжина річки 22,776 км, площа басейну водозбору 109  км², найкоротша відстань між витоком і гирлом — 17,99  км, коефіцієнт звивистості річки — 1,27 . Формується притоками, багатьма безіменними струмками та частково каналізована.

## Розташування
Бере початок на південно-східних схилах гори Кічера (1282 м) на висоті 1200 м над рівнем моря у селі Охотниця- Гурна (гміна Охотниця-Дольна). Спочатку тече переважно на південний схід, далі тече переважно на північний схід через Юрківський Потік, Охотницю-Дольну і на висоті 380,3 м над рівнем моря у Талафуси (частина села Тильманова) впадає у річку Дунаєць, праву притоку Вісли. Від верхів'я до присілку Сікори річка називається Фурцувкою.

## Притоки
- Фрондувка, Яшче, Ямне, Блашчкі, Майдовський Потік, Скродзенський Потік, Горцовський Потік, Млинне (ліві);

Потік Чепеловський, Мостковий Поток, Гронювский Потік, Юрковський Потік, Кудовський Потік, Шимановський Потік, Саскувка, Любанський Потік, Гардонський Потік, Рольницький Потік, Яньчуровський Потік, Брясювський Потік (праві).

## Цікаві факти

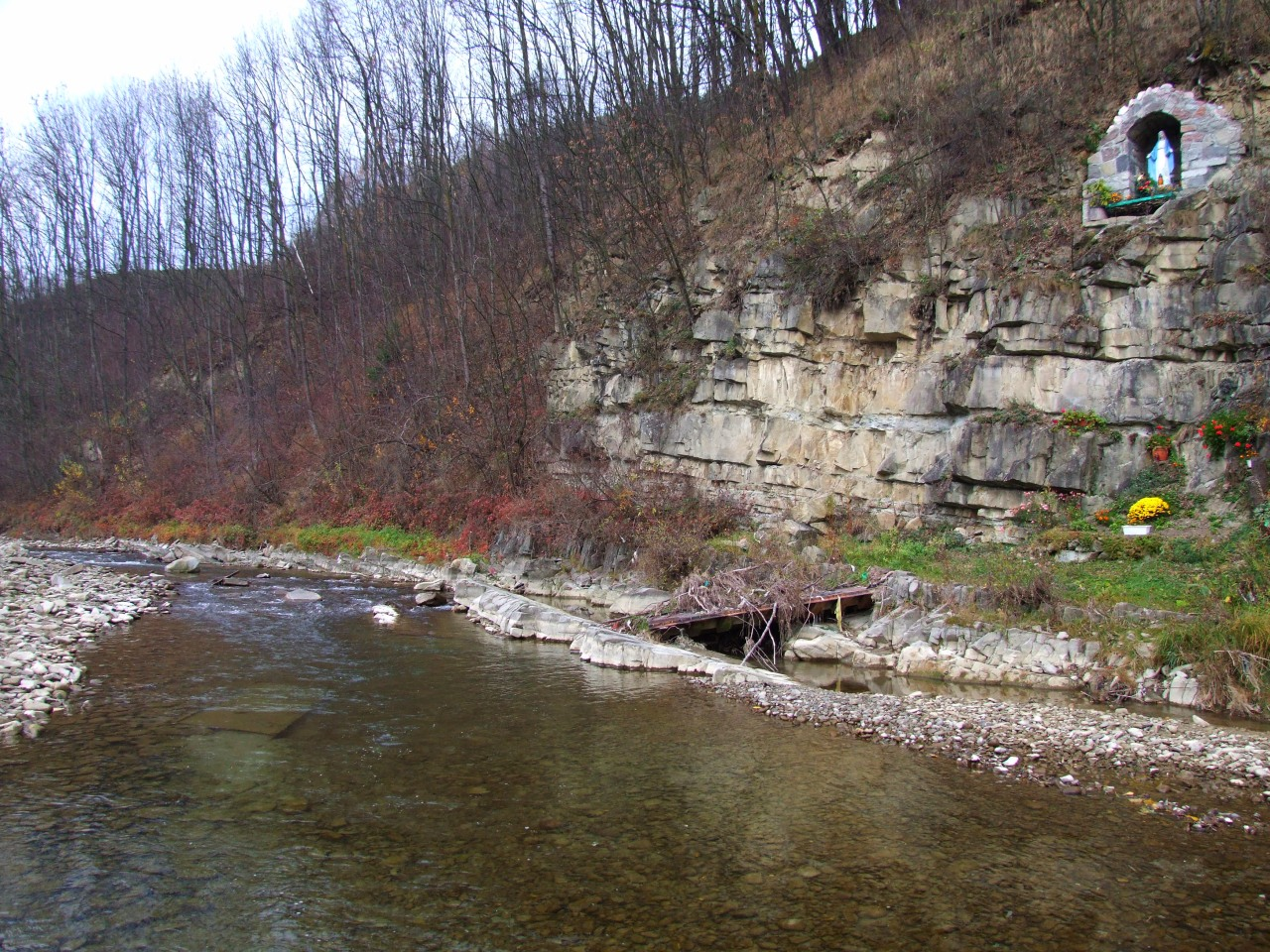
Укіс на лівому березі річки

- Верхів'я річки розташоване у Горчанському національному парку.[4]
- Понад річкою пролягають туристичні шляхи, яки на мапі значаться кольором: червоним (Кічора (1282 м) — Буковинка (937 м) — Котельниця (946 м) — Рунек (1005 м) — Маршалек (825 м) — Кросьченко-над-Дунайцем); зеленим (Кічора (1282 м) — Яворина Кам'яницька (1288 м) — Пшислоп (1187 м) — Яворина Горцовська (1047 м) — Охотниця — Маньови); жовтим (Пшислоп (1187 м) — Горченська хата — Охотниця) .[4]